# François Desserteaux
 (mars 2013).
Pour les articles homonymes, voir Desserteaux.
François Desserteaux, né à Chalon-sur-Saône le 22 octobre 1804 et mort à Dijon le 20 novembre 1875, est un homme de lettres français.

## Biographie
Après avoir suivi ses études classiques et son droit à Paris, il devint avocat en 1830. Il rentra dans la magistrature en 1834 comme substitut à Dijon en 1834, procureur du roi à Charolles en 1835 et à Mâcon en 1841, substitut du procureur général à Dijon en 1850, conseiller à la Cour impériale de Besançon en 1854 et de Dijon en 1865, qu'il a présidé durant quinze ans.
Ami et disciple de Lamartine, il se consacra à la poésie et à la traduction. Sa traduction de La Jérusalem délivrée de Le Tasse reçut un flatteur accueil par les critiques parisiens et les éloges de Sainte-Beuve et Ponsard.
Membre de l'Académie des sciences, arts et belles-lettres de Dijon, de Besançon, de Mâcon, de Marseille
Il est le père du doyen Fernand Desserteaux.

## Distinctions
- Chevalier de la Légion d'honneur (1863).

## Publications
- Chalon-sur-Saône (1865)
- Roland furieux, de L'Arioste ; traduit en vers... (1865)
- La Jérusalem délivrée, du Tasse (traduction, 1855)

## Pour approfondir